# Karrusellen
Karrusellen er en dansk kortfilm fra 1970, der er instrueret af Kirsten Stenbæk efter manuskript af hende selv og Bent Grasten.

## Handling
Grotesk film-collage om hvordan "Søren Rasmussen" begraver sin kone Kristine.